# Исимово
Иси́мово (баш. Исем) — село в Кугарчинском районе Республики Башкортостан Российской Федерации. Административный центр Исимовского сельсовета.

## География

### Географическое положение
Расстояние до:
- районного центра (Мраково): 25 км,
- ближайшей ж/д станции (Мелеуз): 90 км.

## Население
| 2002 | 2009 | 2010 |
| ---- | ---- | ---- |
| 823  | ↗841 | ↘708 |

### Национальный состав
Согласно переписи 2002 года, преобладающие национальности — русские (48 %), башкиры (45 %).